# Lamgirek
Lamgirek is een bestuurslaag in het regentschap Aceh Besar van de provincie Atjeh, Indonesië. Lamgirek telt 152 inwoners (volkstelling 2010).